# Henry Daubeney, 1. Earl of Bridgewater
Henry Daubeney, 1. Earl of Bridgewater (* Dezember 1493 oder um 1496; † 8. April oder 12. April 1548) war ein englischer Adliger.
Henry Daubeney entstammte der englischen Familie Daubeney. Er war der einzige Sohn von Giles Daubeney, 1. Baron Daubeney und von dessen Frau Elizabeth Arundell. Sein Vater war ein einflussreicher Vasall von König Heinrich VII., durch dessen Gunst er zum mächtigsten Magnaten in Südwestengland aufgestiegen war. Nach dem Tod seines Vaters 1508 war Daubeney der Erbe von dessen Besitzungen und des Titels Baron Daubeney, doch aufgrund seiner Minderjährigkeit wurden sein Erbe unter Vormundschaftsverwaltung gestellt. Am Abend vor der Krönung von Heinrich VIII. 1509 wurde er zum Knight of the Bath geschlagen. 1513 nahm er während der Italienischen Kriege am Feldzug des Königs nach Frankreich teil. Am 19. Dezember 1514 wurde ihm schließlich sein Erbe übergeben. Am 19. Juli 1538 wurde er zum Earl of Bridgewater erhoben.
Daubeney war zweimal verheiratet. In erster Ehe hatte er vor dem 16. Juli 1517 Elizabeth Neville, die Tochter von George Nevill, 5. Baron Bergavenny und dessen ersten Frau Joan FitzAlan geheiratet. In zweiter Ehe heiratete er nach 1531 Katherine Howard, die Witwe des als Verräter hingerichteten Rhys ap Gruffydd FitzUrien. Sie war eine Tochter von Thomas Howard, 2. Duke of Norfolk und dessen Frau Agnes Tilney. Beide Ehen waren kinderlos geblieben, so dass mit seinem Tod seine Titel erloschen. Sein Erbe wurde sein Neffe John Bourchier, 2. Earl of Bath.